# Stöttesten
En stöttesten är en typ av offerkast, som finns i olika delar av landet, exempelvis i Huddinge kommun och Lindesberg.

## Huddinge
- Koordinater: 59°12′35.23″N 17°59′44.65″Ö / 59.2097861°N 17.9957361°Ö

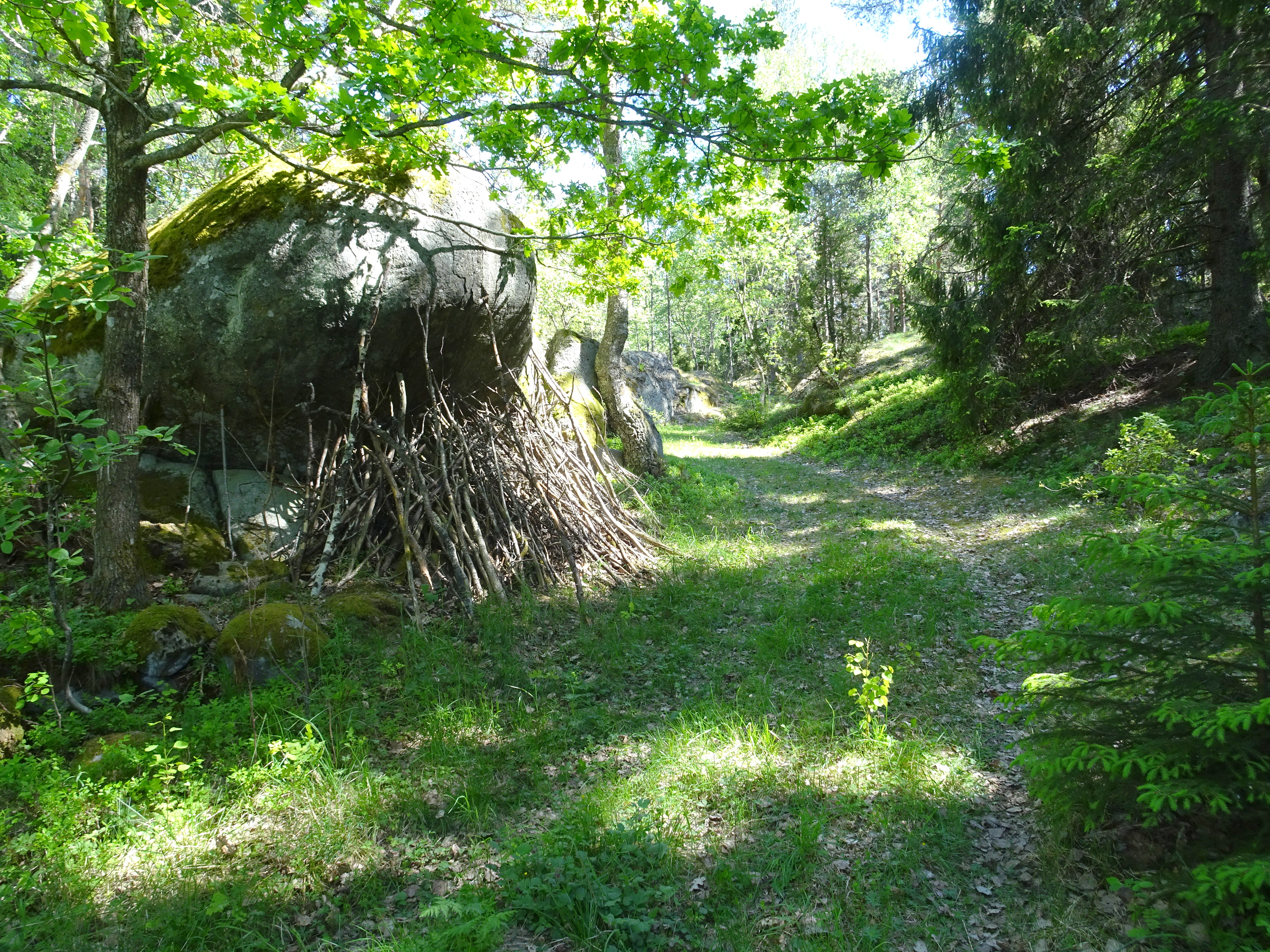
Stöttestenen i Huddinge, maj 2018.

Stöttestenen i Huddinge ligger på Stensättra ägor, i en kurva utmed gamla sockenvägen och kyrkvägen till Huddinge kyrka i nuvarande Huddinge kommun. Även alla gårdar belägna i socknens södra del tog den här vägen när de skulle färdas till kyrkan. Stenen som är ett underligt format flyttblock med måtten 6 x 1 meter, ligger sydväst om Stensättras gamla bytomt och i dalsänkan söder om Stensättra fornborg. Stöttestenen ingår i Flemingsbergsskogens naturreservat och är ett lagskyddat fornminne med RAÄ-nummer Huddinge 244:1.
Offerkastet består av en stor, utskjutande stenbumling med överhäng ut mot vägen. Enligt gammal folktro måste stenen stöttas upp av den som passerade; annars kunde det gå illa, inte minst om den rasade ner och krossade vederbörande. Den som stöttade kunde då inte bara klara sig undan ett eventuellt stenras, utan kanske även få åtnjuta annan lycka och välgång.
Som "tack för hjälpen" kunde man dessutom få önska sig något; därav "Önskestenen". Vad man önskade fick man dock hålla tyst om, annars fungerade inte proceduren och eftersom den liknar en groda har den utöver "Önskestenen" och "Stöttestenen" också fått namnet "Grodan" och "Grodsnuten".

## Lindesberg
En liknande stöttesten finns nära Riksväg 50 söder om Lindesberg i Örebro län. Redan i gamla tider stannade man där för att ställa för en pinne, så inte något troll eller annat oknytt skulle komma ut.

### Notförteckningar
1. ↑  ”Stensättra”. "Önskestenen" H 244; V Stensättra. Stockholms läns museum / DigitaltMuseum. https://digitaltmuseum.se/0210114018167/stensattra. Läst 7 januari 2024.
2. ↑  ”Linde offerkast 'Stöttesten'”. Örebro läns museum / DigitaltMuseum. https://digitaltmuseum.se/021016205670/linde-offerkast-stottesten. Läst 27 maj 2018.
3. ↑  ”Stöttestenen söder om Lindesberg”. Flickr, Anna Aberg. 30 maj 2010. https://www.flickr.com/photos/annabergs/4657353986/in/photostream/. Läst 27 maj 2018.

### Källförteckningar
- Olle Magnusson (2008). Huddinge till fots. Huddinge kommun. ISBN 978-91-977210-3-5, s.35
- Kulturlandskap i Huddinge, Huddinge Historia 7, sid 94, Ulf Sporrong, Huddinge kommun, 1987, ISBN 91-86286 064